# Gallerie di Piazza Scala
Gallerie di Piazza Scala – galeria sztuki XIX- i XX-wiecznej, zlokalizowana w Mediolanie, w regionie Lombardia, w północnych Włoszech. Placówka została otwarta dla publiczności 3 listopada 2011 r. Ekspozycje mieszczą się w Palazzo Brentani oraz Palazzo Anguissola. W 2012 r. otwarto nową wystawę w Palazzo della Banca Commerciale Italiana, gromadzącą 189 dzieł sztuki z XX wieku. Obecnie funkcję dyrektora placówki sprawuje Michele Coppola.

## Galeria Sztuki XIX-wiecznej
Ekspozycja poświęcona sztuce XIX wieku została przygotowana w 23 pomieszczeniach, zaadaptowanych zgodnie z projektami architekta Michele de Lucchi. Spośród 197 prezentowanych dzieł, 135 należy do Fundacji Cariplo, a 62 do Intesa Sanpaolo. Wystawa została podzielona na trzynaście części. Wśród prezentowanych dzieł znajdują się Dwóch Foscarich Francesco Hayeza, Spowiedź Giuseppe Molteniego, Bitwa pod Cerneją Gerolama Induno, Wnętrze mediolańskiej katedry Angela Inganniego oraz Widok na kanał Naviglio z Mostu św. Marka Giuseppe Canellego.
Wystawę otwiera kolekcja płaskorzeźb Antonio Canovy, inspirowanych dziełami Homera, Wergiliusza oraz Platona. W kolejnych pomieszczeniach znajdują się obrazy związane z twórcami romantycznymi. Szczególnie wyeksponowane są dzieła autorstwa lombardzkich artystów. Dalej prezentowane są płótna przedstawiające walkę włoskich patriotów o zjednoczenie państwa, a także krajobrazy Mediolanu oraz jego okolic. Ostatnie pomieszczenia przeznaczono na malowidła przynależne do nurtów realizmu, symbolizmu, impresjonizmu oraz futuryzmu, wśród nich dzieła Giovanniego Segantiniego, Giovanniego Boldiniego, Carla Cressiniego oraz Umberta Boccioniego.

## Galeria Sztuki XX-wiecznej
Wystawę poświęconą sztuce XX wieku składa się z dwunastu sekcji, poświęconych takim nurtom, jak taszyzm, spacjalizm, sztuka konkretna, sztuka kinetyczna, arte povera, sztuka konceptualna, czy pop-art. Do najważniejszych dzieł należą Czerwono czarny Alberta Burri, Powierzchnia 145 Giuseppe Capogrossiego, Wąż Piera Dorazio, Scultura che lancia-lucciole-segnali di pioggia Salvatore Garau, Ostatnia jesień Maria Schifano oraz Para Fausta Melottiego.

## Galeria

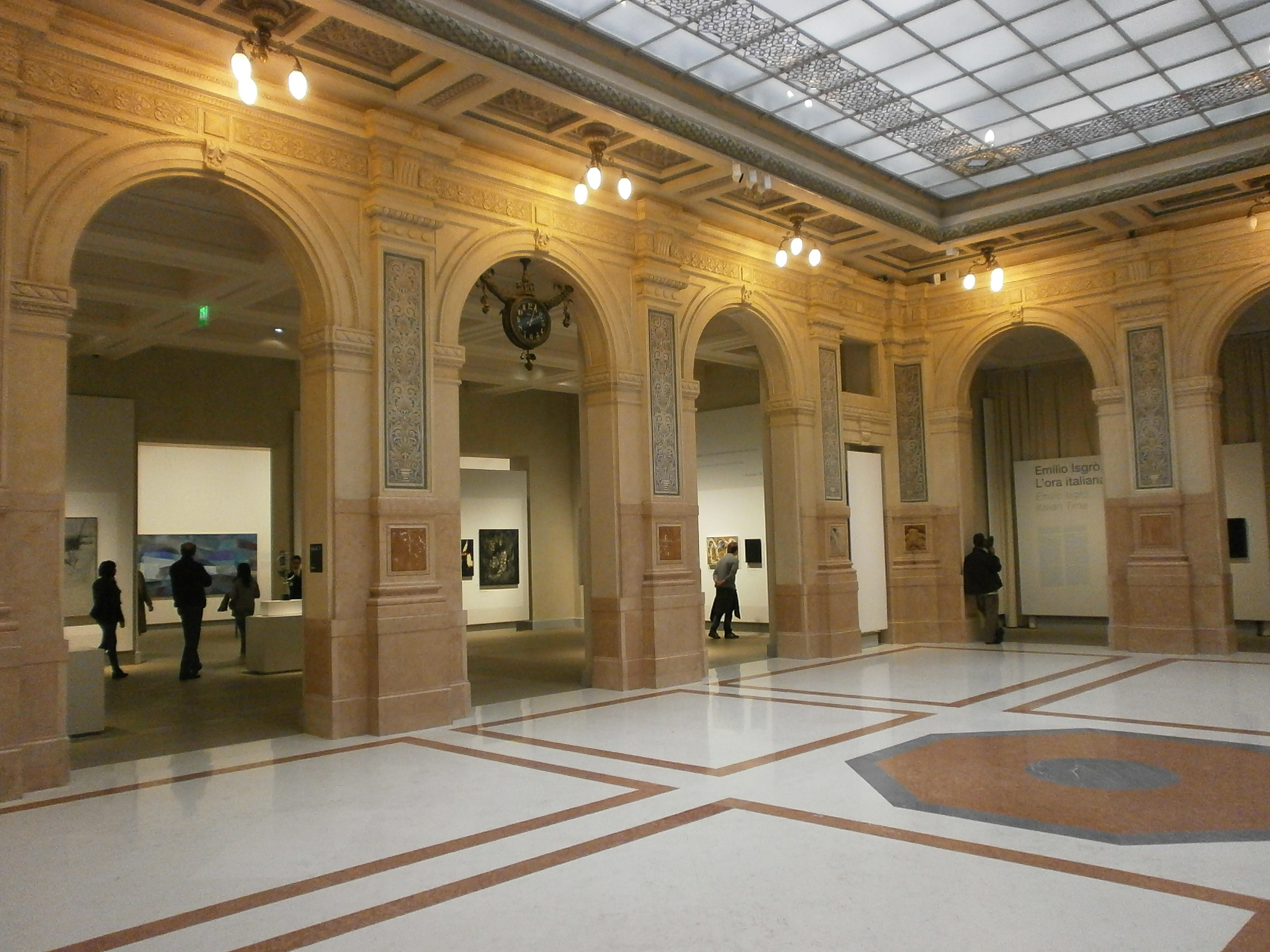
Wnętrze Palazzo della Banca Commerciale Italiana
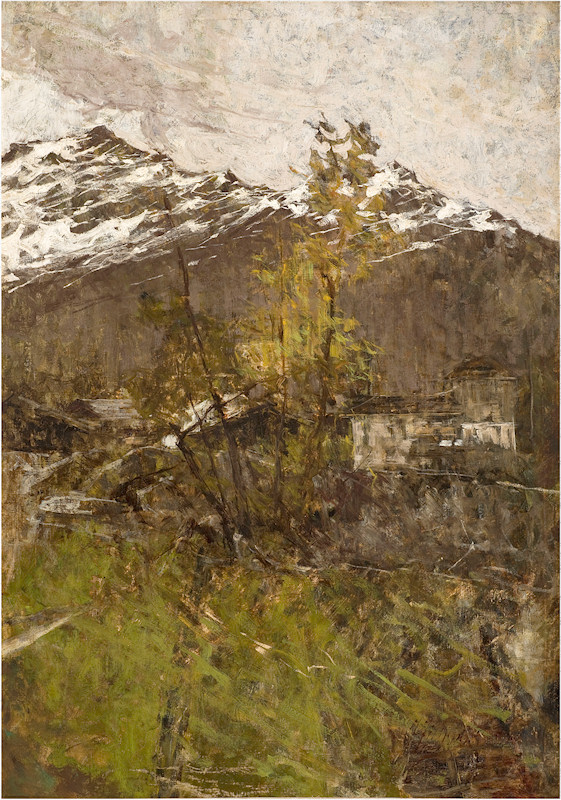
Francesco Filippini, Prime nevi
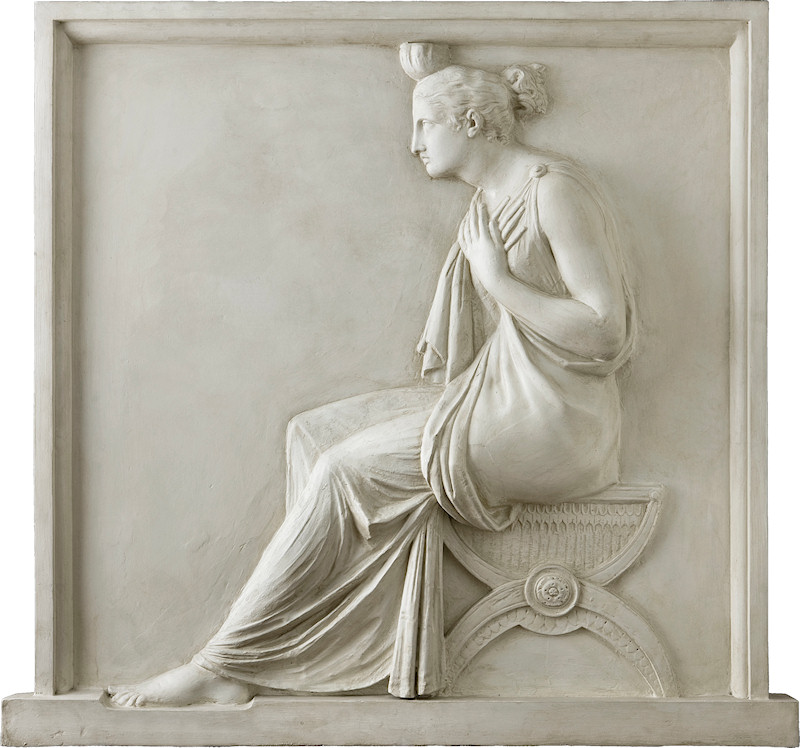
Alegoria Dobroczynności - płaskorzeźba autorstwa Antonia Canovy
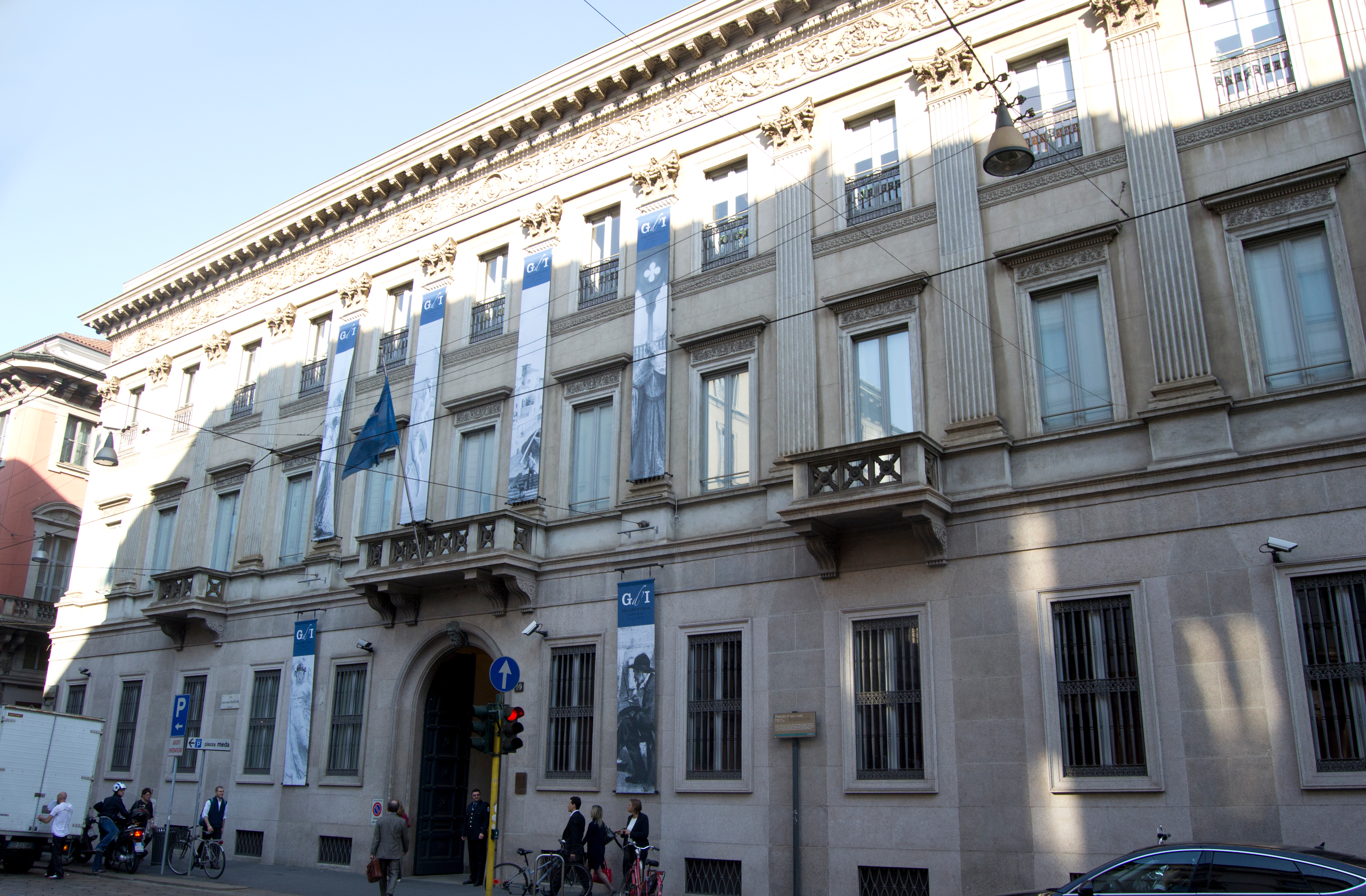
Palazzo Anguissola
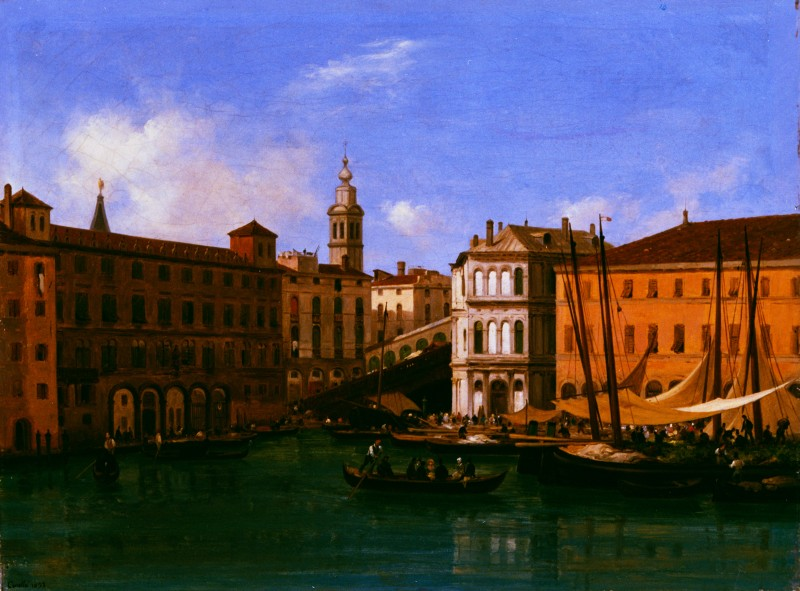
Barki w Rialto Giuseppe Canellego
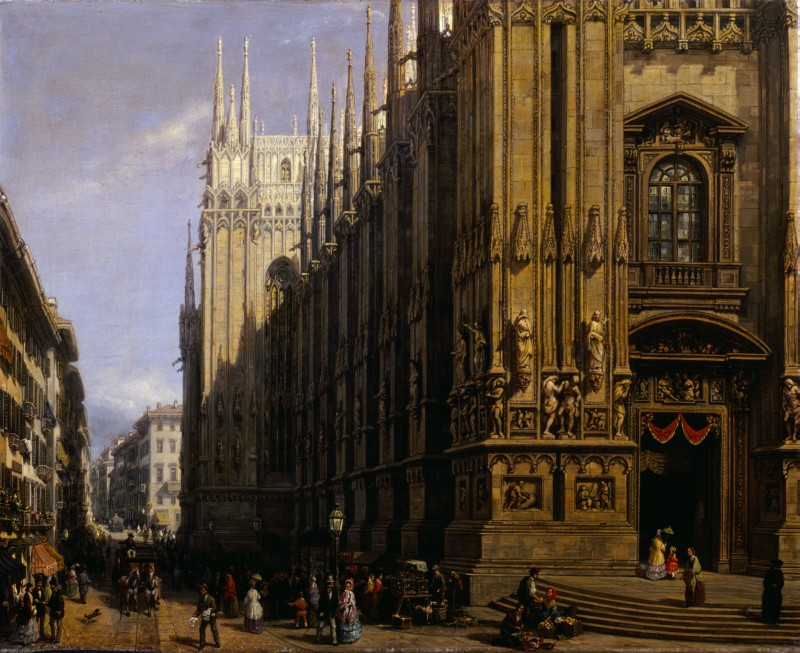
Katedra mediolańska Carlo Canellego